# 1. Mekaniserade divisionen
1. mekaniserade divisionen (1. mekdiv) var en division inom svenska armén som verkade åren 2000–2004. Förbandsledningen var förlagd i Uppsala garnison i Uppsala.

## Historik
Inför försvarsbeslutet 2000 föreslog regeringen i sin propositionen för riksdagen, att den taktiska nivån skulle reduceras genom att fördelnings- och försvarsområdesstaber samt marinkommandon och flygkommandon skulle avvecklas. Detta för att utforma ett armétaktiskt, marintaktiskt respektive flygtaktiskt kommando vilka skulle samlokaliseras med operationsledningen. Förslaget innebar att samtliga territoriella staber skulle avvecklades, vilket bland annat innebar att de tre arméfördelningsstaberna Norra arméfördelningen, Östra arméfördelningen, Södra arméfördelningen, upplöstes den 30 juni 2000. I dess ställe bildades den 1 juli 2000 1. mekaniserade divisionen, vilken samlade samtliga fältförband inom armén.
Inför försvarsbeslutet 2004 föreslog regeringen i sin propositionen för riksdagen att divisionsstaben tillsammans med artilleriregementsstaben och brigadstaberna skulle avvecklas, och istället skulle kompetenserna vid dessa ledningsorgan överföras till insatsledningen. Det med bakgrund till att regeringen bedömde att den operativa ledningen var starkt beroende av utvecklingen inom ramen för
det nätverksbaserade försvaret, samtidigt som Försvarsmaktens ny direktiv inriktade sig på internationella insatser, och tog den så kallade strategiska time outen. Från den 1 januari 2005 övergick divisionsstaben till en avvecklingsorganisation, där avvecklingen av förbandet skulle vara slutförd senast den 30 juni 2006.

## Verksamhet
Divisionsstaben var en del av Armétaktiska kommandot (ATK), som i sin tur var en del av Operativa Insatsledningen (OPIL). Divisionsstaben hade ansvar för insatser, beredskap, övningar och samordning av arméförbandens verksamhet i fred, kris och krig. Divisionsstabens organisation var flexibel och kunde anpassas efter behov, bland annat genom att en rörlig insatsledning fanns tillgänglig att avdelas för att leda insatser i fred och kris. I kris och krig skulle divisionsstaben förstärkas med personal från Utvecklingsavdelningen samt reservofficerare.
När divisionen bildades den 1 juli 2000 bestod den av de arméförband som blev kvar efter den nedläggningsvåg som var kvar efter försvarsbeslutet 2000. Förbandet var dock kraftigt obalanserat vid den tiden då det bestod av många stridsvagnar och stridsfordon men få artilleri-, förbindelse- och transportresurser. Två av brigadledningarna var rena brigadstaber utan betjänings- eller sambandsförband. De mekaniserade bataljonerna bestod av Stridsvagn 122/Stridsfordon 90, Stridsvagn 121/Stridsfordon 90, Stridsvagn 121/Pansarbandvagn 302, Stridsfordon 90, Strf 90i och Patgb i (Pansarterrängbil) där i-bataljonerna (som stod för internationell) hade en större ledningsförmåga och uthållighet för insatser utanför brigadramen.

## Ingående enheter
Divisionsstaben bestod i fredsorganisationen av åtta sektioner ordnade och benämnda efter NATO-standard i G1-8. I krigsorganisationen fanns även en sektion för Civil-militär samverkan (G9).

- G1 - Personalsektionen
- G2 - Underrättelse- och säkerhetssektionen
- G3 - Genomförandeledningssektionen
- G4 - Underhållssektionen
- G5 - Planeringssektionen
- G6 - Ledningssystemsektionen
- G7 - Utbildnings- och övningssektionen
- G8 - Verksamhetssektionen
- G9 - CIMIC, Civil-militär samverkan

### Ingående förband
- 1x armédivisionsstab
- 1x NBC- insatsstyrka
- 2x jägarbataljoner
- 6x armébrigadledningar
- 16x mekaniserade bataljoner
- 1x divisionsluftvärnsbataljon
- 2x divisionsingenjörsbataljoner
- 1x norrlands divisionsingenjörsbataljon
- 1x divisionsluftvärnsbataljon
- 4x luftvärnsbataljoner
- 4x haubitsbataljoner
- 4x pionjärbataljoner
- 4x underhållsbataljoner
- 6x stadsskyttebataljoner
- 1x luftburen bataljon

## Förläggningar och övningsplatser
Förbandsledningen var förlagd till Enköpings garnison, där även staben för Arméns taktiska kommando (ATK) var förlagd. Den 18 december 2001 beslutade regeringen att samtliga ingående enheter inom Operativa Insatsledningen (OPIL) skulle samgrupperas i Uppsala garnison före 31 december 2004. I december 2003 flyttades divisionsstaben till Uppsala garnison.

## Heraldik och traditioner
När divisionsstaben bildades ärvde den traditioner från tidigare förband och förbandsledningar, bland annat ärvdes förbandsmarschen från Mellersta arméfördelningen, vilken upplöstes den 31 december 1997. Divisionsstaben tilldelades 2002 sitt heraldiska vapen, vilket beskrivs genom blasoneringen "I blått fält ett lejon av guld med röd beväring, hållande i framtassarna en kolonn av silver. Skölden krönt med kunglig krona och lagd över två kommandostavar av guld". I samband med att divisionsstaben upplöstes och avvecklades instiftades 2005 1. mekaniserade divisionens minnesmedalj (1.mekdivMM) i silver.

## Förbandschefer
- 2000–2004: Brigadgeneral Håkan Espmark

## Namn, beteckning och förläggningsort
| 1. mekaniserade divisionen | 2000-07-01 | – | 2004-12-31 |
| Avvecklingsorganisation    | 2005-01-01 | – | 2006-06-30 |

| 1. mekdiv    | 2000-07-01 | – | 2004-12-31 |
| AO 1. mekdiv | 2005-01-01 | – | 2006-06-30 |

| Enköpings garnison (F) | 2000-07-01 | – | 2003-12-31 |
| Uppsala garnison (F)   | 2004-01-01 | – | 2006-06-30 |